# 中城街道 (南充市)
中城街道，是中华人民共和国四川省南充市顺庆区下辖的一个乡镇级行政单位。

## 行政区划
中城街道下辖以下地区：
平城街社区、滨江社区、合众街社区、医学街社区、体育场社区和稻香路社区。